# Juan Carlos Albarado

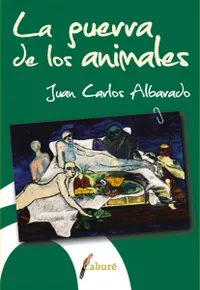
La guerra de los animales, Caburé, 2015.

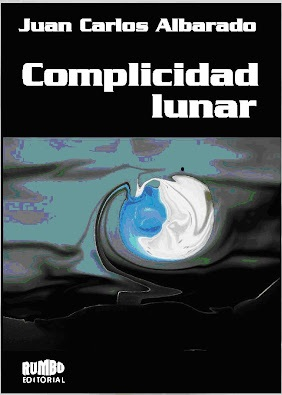
Complicidad lunar, Rumbo, 2008.

La ciudad de cartón, Caburé, 2013.

Juan Carlos Albarado Scarrone, (Salto (Uruguay), 6 de septiembre de 1980) es docente de Literatura en el Consejo de Educación Secundaria y docente de Literatura Uruguaya en el Consejo de Formación en Educación. Es autor de cuatro libros: Complicidad Lunar (2008), La ciudad de cartón (2013), La guerra de los animales (2015), estos dos últimos editados por su propio sello editorial, Caburé, y La ciudad de cartón (2021), Ed. Linardi y Risso.

## Biografía
Juan Carlos Albarado Scarrone nació en la ciudad de Salto (Uruguay), el 6 de septiembre de 1980. Estudió en el Centro Regional de Profesores del Litoral (Salto) donde se recibió como docente en Literatura en el año 2003.
En el año 2006 se radicó en Montevideo. Actualmente se desempeña como docente en Secundaria y Formación en Educación. En 2008 publicó su libro de relatos, Complicidad lunar.
En el año 2010 dirige junto al Profesor Jorge Pignataro, en Salto, una revista literaria de publicación bimensual, La piedra alta. Con un total de siete números esta se convierte en la segunda más larga en la historia literaria de Salto, luego de La revista del Salto, llevada adelante por Horacio Quiroga, en 1899.
En el año 2013 publica su primera novela, La ciudad de cartón (2013), con reseña del poeta Washington Benavides.
La guerra de los animales, su segunda, y última novela, aparece en el año 2015.

[Su narrativa apela a] «la acidez, la ironía (y la autoironía), el absurdo como recurso
humorístico, generando una sabrosa y adictiva perplejidad en el lector que se adentra en
un Uruguay desconcertante y ridículo, en donde el caos parece volverse necesario para
poner las cosas en su lugar».
María Sara Martínez

Se ha desempeñado también en la elaboración de varios artículos basados en la crítica literaria, entre otras temáticas. Entre sus publicaciones destacan la crítica literaria sobre Juan Introini Lo obsceno en la obra de Juan Introini. Aproximaciones al libro "El canto de los alacranes", en la revista TELAR, de Buenos Aires.

## Libros
- Complicidad lunar (Cuentos). Ed. Rumbo, Montevideo, 2008
- La ciudad de cartón (Nouvelle). Ed. Literatosis/Caburé, Montevideo, 2013
- La guerra de los animales (Novela) Ed. Caburé, Montevideo, 2015
- La ciudad de cartón (cuentos). Ed. Linardi y Risso, Montevideo, 2021
- Tabaré Etcheverry. Vida y obra de un intérprete popular. Párrafo sur, Montevideo, 2025

## Artículos
- “Bienvenido Víctor Lima. Poeta a orillas de los sesenta”. Artículo en colaboración con la Prof. María Sara Martínez, en revista arbitrada [Sic] Literatura y política. Montevideo, Año V, Número 12, agosto de 2015.[4]
- “Alfar y la estrecha relación entre literatura y plástica”. Artículo en colaboración con la Prof. Marcia Alejandra Olivera, en revista arbitrada [Sic] Dadá y las vanguardias artísticas del siglo XX. Montevideo, Año VII, Número 17, abril de 2017.[5]
- “Tabaré Etcheverry: un breve cantar”. Revista arbitrada Letras de Hoje, Rio Grande do Sul, 2018.[6]
- “El mundo es ancho y obsceno. Revisión crítica de El canto de los alacranes, de Juan Introini”. Revista arbitrada Telar, Universidad Nacional de Tucumán, 2020.[7]